# Guy Porter
Guy Jonathan Porter (Newton, 8 settembre 1884 – Bedford, 22 febbraio 1951) è stato un maratoneta statunitense.
Porter partecipò alla maratona ai Giochi olimpici di Saint Louis 1904, senza però riuscire a completarla.